# Eumyias additus
Az Eumyias additus  a madarak osztályának verébalakúak (Passeriformes) rendjébe és a légykapófélék (Muscicapidae) családjába tartozó faj.

## Rendszerezése
A fajt Ernst Hartert német ornitológus írta le 1900-ban, a Microeca nembe Microeca addita néven. Egyes szervezetek a Rhinomyias nembe sorolják Rhinomyias additus néven.

## Előfordulása
Indonéziához tartozó Maluku-szigetek egyik tagján Burun honos. Természetes élőhelyei a szubtrópusi vagy trópusi síkvidéki és hegyi esőerdők, valamint cserjések. Állandó, nem vonuló faj.

## Megjelenése
Testhossza 15 centiméter.

## Természetvédelmi helyzete
Az elterjedési területe kicsi, egyedszáma pedig csökken. A Természetvédelmi Világszövetség Vörös listáján mérsékelten fenyegetett fajként szerepel.